# Aeropuerto Internacional Esenboğa
Aeropuerto Internacional Esenboğa (Ankara Esenboğa Havalimanı o Esenboğa Uluslararası Havalimanı en turco (IATA: ESB, OACI: LTAC) es un aeropuerto que fue inaugurado en 1955 y está situado 28 km al noroeste de la ciudad de Ankara, la capital de Turquía. El nombre del aeropuerto proviene de la localidad de Esenboğa, que significa literalmente «toro saludable».
En 2007 pasaron por él 4.958.128 pasajeros, de los que 3.609.122 eran pasajeros nacionales. En ese año ocupó el cuarto puesto entre los aeropuertos turcos en el número total de pasajeros, el tercero en pasajeros con destino nacional y el séptimo en cuanto a vueltos internacionales.
El transporte hasta la ciudad se puede realizar en taxi, en autobús a través de la línea Havas de autobuses o bien alquilando un coche. La carretera entre el aeropuerto y la ronda de circunvalación de Ankara fue ampliada durante el verano de 2006, reduciendo el tiempo del trayecto en varios minutos.
Sus pistas son una de las zonas de aterrizaje de emergencia para transbordadores espaciales de la NASA.

## Aerolíneas y destinos
| Aerolíneas                              | Destinos |
| --------------------------------------- | --- |
| Airblue                                 | Islamabad, Mánchester |
| Alitalia                                | Roma Fiumicino |
| Ariana Afghan Airlines                  | Kandahar, Kabul |
| Azerbaijan Airlines                     | Bakú |
| Corendon Airlines                       | Ámsterdam |
| EgyptAir                                | Cairo |
| EgyptAir operado por EgyptAir Express   | Alejandría |
| Fly Hellas                              | Estacional: Atenas |
| Iran Air                                | Teherán-Iman Jomeini |
| Libyan Airlines                         | Trípoli |
| Lufthansa                               | Fráncfort, Múnich |
| Motor Sich Airlines                     | Estacional: Kiev-Zhulyany |
| Pegasus Airlines                        | Antalya, Berlín-Schönefeld, Bodrum, Colonia/Bonn, Diyarbakır, Düsseldorf, Erbil, Ercan, Erzurum, Estambul-Atatürk, Estambul-Sabiha Gökçen, Múnich, Trabzon, Van, Viena |
| Pegasus operado por IZair               | Esmirna |
| Petra Airlines                          | Amman-Queen Alia |
| Qatar Airways                           | Doha |
| Saudia                                  | Yeda, Riad |
| SunExpress                              | Berlín-Schönefeld, Colonia/Bonn, Düsseldorf, Fráncfort, Hamburgo, Stuttgart |
| Turkish Airlines                        | Adana, Ámsterdam, Estambul-Atatürk, Estambul-Sabiha Gökcen, Esmirna, Roma Fiumicino (Inicia el 7 de enero de 2019) |
| Turkish Airlines operado por Anadolujet | Adana, Adıyaman, Ağrı, Alanya, Ámsterdam, Antalya, Bakú, Balıkesir, Batman, Batumi, Bodrum, Bruselas, Bursa, Colonia/Bonn, Copenhague, Çanakkale, Dalaman, Diyarbakır, Düsseldorf, Edremit, Elazığ, Erzincan, Erzurum, Fráncfort, Gaziantep, Hatay, Estambul-Sabiha Gökcen, Esmirna, Kahramanmaraş, Kars, Kuwait, Londres-Stansted, Malatya, Mardin, Moscú-Domodedovo, Muş, Nakhchivan, Nicosia-Ercan, Samsun, Siirt, Estocolmo-Arlanda, Şanlıurfa, Teherán-Iman Jomeini, Tekirdağ, Trabzon, Van, Viena |
| Turkmenistan Airlines                   | Ashgabat |
| Transavia                               | Ámsterdam |
| TUI Airlines Nederland                  | Ámsterdam |

## Estadísticas
Ver fuente y consulta Wikidata.